# Пеєрові бляшки
Пеє́рові (або пейєрові) бляшки́ — невеликі лімфатичні вузлики, поодиноко розсіяні в стінці та по всій довжині тонкої кишки, крім дванадцятипалої, в яких проходять антиген-залежну спеціалізацію B-лімфоцити.
Вперше описані італійським хірургом та анатомом Марко Ауреліо Северіно 1645 року. Названі на честь швейцарського анатома Йоганна Пеєра, який детально описав їх 1673 року. У людини налічується 100—200 бляшок, у миші — 6-12. Кількість пеєрових бляшок у людини зростає до 15-25 років, а надалі знижується.
Пеєрові бляшки є одним з основних місць перебування B-лімфоцитів. Вони містять гермінативні центри, де відбувається соматичний гіпермутагенез у генах імуноглобулінів та селекція B-лімфоцитів.
Через пеєрові бляшки та солітарні фолікули тонкої кишки всередину людського організму людини проникають збудники черевного тифу та паратифів.